# Свети Йоан Предтеча Външни
„Свети Йоан Предтеча“, наречена Външни, за да се различава от „Свети Йоан Предтеча Вътрешни“ (на гръцки: Τιμίου Προδρόμου, Έξω Πρόδρομος), е възрожденска православна църква край южномакедонския град Негуш (Науса), Егейска Македония, Гърция.

## Местоположение
Храмът е разположен на 6 km извън Негуш по пътя за Голема река (Родохори) в местността Кукули.

## История
Първоначално църквата е католикон на манастир. Манастирът е основан в VII век, но многократно е разрушаван. Документ говори за основаването на манастира в 1785 година. По време на Негушкото въстание в 1822 година манастирът е разрушен от османците. Църквата е възстановена, но нов пожар в 1842 година я унищожава. В 1844 година, както е отбелязано в надпис на западния трегер е възстановена с помощта на жителите на Воден и околните селища. Надписът гласи:
| „ | Ο πάνσεπτος ούτος Ναός του Τιμίου Προδρόμου ανοικοδομήθη ως πυρποληθείς το 1844 σωτήριον έτος αρχιερατεύοντος της επαρχίας Βοδενών του αοιδίμου Κύρου Μελετίου και ηγεμονεύοντος της σεβάσμιας ταύτης μονής Ανθίμου. Пресветият този храм на Светия Предтеча се възстанови от пожара в 1844 година при архиерейството на Воденска епархия на прославения господин Мелетий и игуменството на почитания този манастир Антим. | “ |

По време на Гръцката въоръжена пропаганда в Македония е база на гръцките андартски чети, като осигурява провизии и подслон на четниците от цяло Воденско. Затова вна 14 юни 1905 година български чети правя неуспешен опит да го запалят. На 26 юли 1905 година обаче българите избиват монасите и запалват част от килиите изгарят. Манастирът е възстановен, но през май 1906 година български чети го изгарят отново. След възстановяването си в 1912 – 1913 година работи като енорийски манастир.
При преброяването от 1928 година има 1 калугер, а при това в 1940 година - 4.
В 1942 – 1943 година манастирът отново пострадва при сблъсък на комунистическите партизани от ЕЛАС с окупационни сили. По време на окупацията светите мощи от манастира са прехвърлени във Воден. Възстановен е като женски манастир на 29 септември 1995 година.
На 2 октомври 1985 година църквата е обявена за защитен паметник.

## Архитектура
Храмът има две строителни фази – първата е изграждането на основния наос, а втората – на нартекса и женската църква. Но поради честите изгаряния и възстановявания на манастира не е възможно определянето на точните дати. Представлява трикорабна правоъгълна сводеста базилика с три купола над средния кораб. Размерите на храма са 18,08 Χ 9,70 m. На запад има нартекс, а на изток полукръгла апсида на изток, украсена със слепи арки. При строежа са употребявани мраморни антични фрагменти.

## Живопис
Иконостасът е обикновен, триделен и има осем големи царски икони в един и същи стил, датирани 1844 година. Авторите са Георги Зограф Воденски (Γιώργι ζωγράφου Βοδενότις), Георги Бояджи (Γεώργιος Βογιατζής) и вероятно монасите зографи Димитър и Даниил. Иконите нямат висока художествена стойност.